# Gołogóra (Świątki)
Gołogóra (deutsch Blankenberg) ist ein Ort in der polnischen Woiwodschaft Ermland-Masuren. Er gehört zur Landgemeinde Świątki (Heiligenthal) im Powiat Olsztyński (Kreis Allenstein).

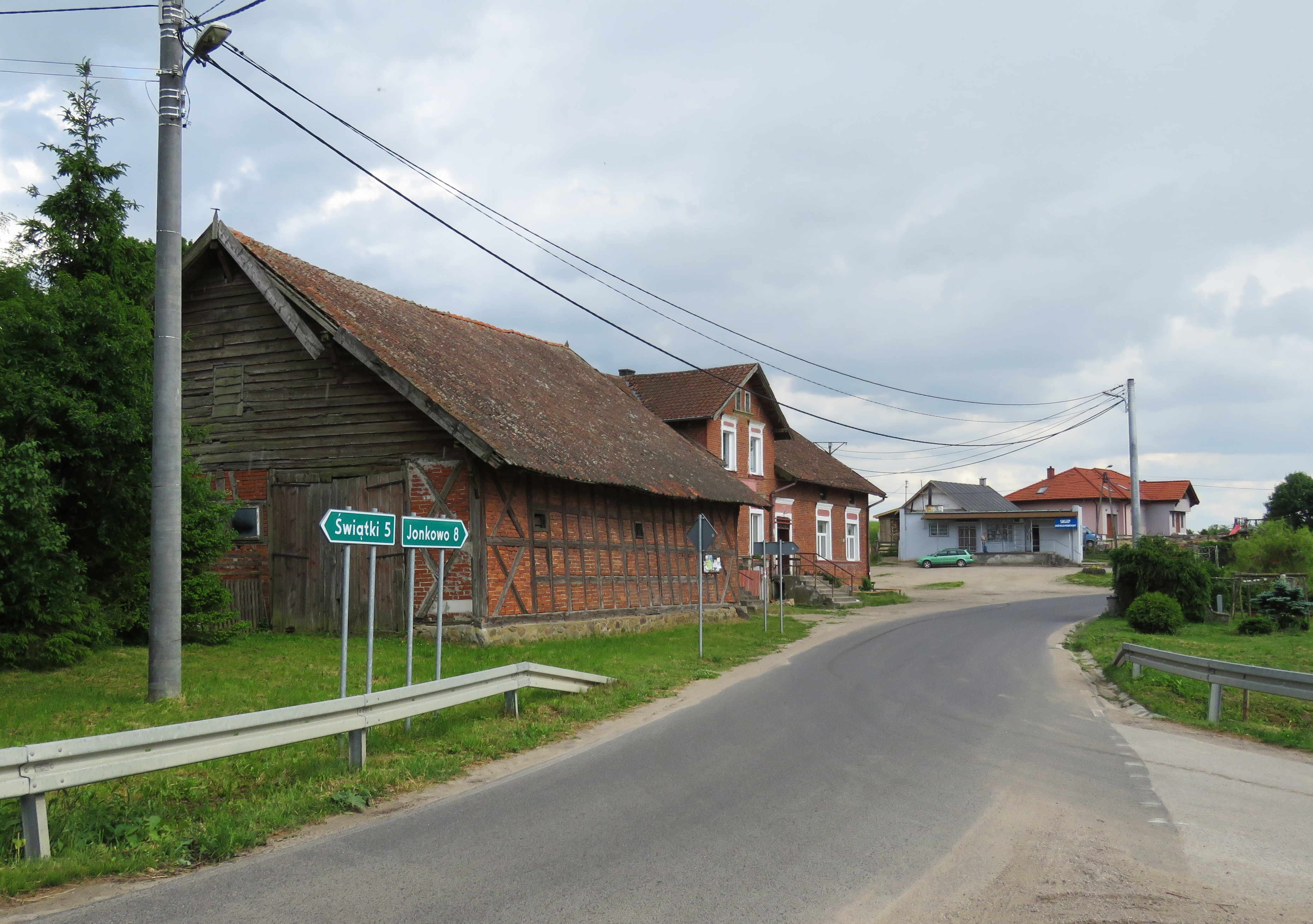
Ortsdurchfahrt Gołogóra am Abzweig nach Skolity–Kalisty

## Geographische Lage
Gołogóra liegt in der nordwestlichen Woiwodschaft Ermland-Masuren, 35 Kilometer südwestlich der früheren Kreisstadt Heilsberg (polnisch Lidzbark Warmiński) bzw. 19 Kilometer nordwestlich der heutigen Kreismetropole und Woiwodschaftshauptstadt Olsztyn (deutsch Allenstein).

## Geschichte
Die Landgemeinde Blankenberg wurde 1874 in den neu errichteten Amtsbezirk Schlitt (polnisch Skolity) im ostpreußischen Kreis Heilsberg, Regierungsbezirk Königsberg, aufgenommen.
Im Jahre 1910 waren in dem Dorf 567 Einwohner registriert. Ihre Zahl stieg bis 1933 auf 580 und belief sich im Jahre 1939 auf 561.
Als in Kriegsfolge 1945 das gesamte südliche Ostpreußen an Polen fiel, erhielt Blankenberg die polnische Namensform „Gołogóra“. Das Dorf ist heute eine Ortschaft innerhalb der Gmina Świątki (Landgemeinde Heiligenthal) im Powiat Olsztyński, von 1975 bis 1998 der Woiwodschaft Olsztyn, seither der Woiwodschaft Ermland-Masuren zugehörig. Im Jahre 2021 zählte Gołogóra 297 Einwohner.

## Religion
Gołogóra gehört heute wie bereits Blankenberg vor 1945 zur römisch-katholischen Pfarrei in Skolity (Schlitt), heute dem Erzbistum Ermland zugeordnet.
Evangelischerseits war Blankenberg bis 1945 in das Kirchspiel Guttstadt (polnisch Dobre Miasto) in der Kirchenprovinz Ostpreußen der Kirche der Altpreußischen Union eingegliedert. Heute ist Gołogóra der Diözese Masuren der Evangelisch-Augsburgischen Kirche in Polen zugehörig.

## Verkehr
Gołogóra liegt an einer Nebenstraße, die bei Zagony (Sommerfeld) von der Woiwodschaftsstraße 507 abzweigt und über Świątki (Heiligenthal) bis nach Jonkowo (Jonkendorf) verläuft. Zwei Nebenstraßen – von Kalisty (Kallisten) an der Woiwodschaftsstraße 530 bzw. von Pupki (Pupkeim, 1938 bis 1945 Tolnicken) kommend – enden in Gołogóra.
Eine Bahnanbindung existiert nicht.

## Persönlichkeiten
- Karl Müller (* 25. Januar 1918 in Blankenberg), Mitglied der Steyler Missionare, römisch-katholischer Theologe, Autor und Missionswissenschaftler († 2001)